# نگهبان (مجموعه تلویزیونی آمریکایی)
نگهبان (به انگلیسی: The Guardian) یک مجموعه تلویزیونی آمریکایی با موضوع درام است. پخش این مجموعه از ۲۵ سپتامبر ۲۰۰۱ شروع شد و تا ۴ می ۲۰۰۴ ادامه پیدا کرد.